# Брилянтин
„Брилянтин“ (на английски: Grease) е американска музикална романтична комедия от 1978 г. на режисьора Рандъл Клайсър (в режисьорския му дебют в киното), по сценарий на Бронте Удард, и е адаптация на едноименния мюзикъл от Джим Джейкъбс и Уорън Кейси. Във филма участват Джон Траволта, Оливия Нютън-Джон, Стокард Чанинг, Ив Ардън, Франки Авалон, Джоан Блондел, Ед Бърнс, Сид Цезар, Алис Гостли и Дуди Гудмън. Премиерата на филма е на 16 юни 1978 г. Продължението – „Брилянтин 2“, е пуснат през 1982 г.